# Joseph Joubert
Joseph Joubert, (Montignac, 1754. május 7. – Villeneuve-sur-Yonne, 1824. május 4.) francia moralista és esszéista, aforizma-szerző. A Pensées című egyetlen műve csak a halála után jelent meg.

## Élete
Elsősorban az irodalom és a művészet iránt érdeklődött. A humanizmus, az igazságszeretet állt felfogásának középpontjában. A felvilágosodás és a demokrácia eszméiben hitt.
Egy toulouse-i egyházi iskola diákja volt, később ott is tanított. Párizsban megismerkedett D’Alembert-ral, Diderot-val, Chateaubriand-nal. Napóleon korában a Sorbonne főinspektora volt.
Joubert a modern francia kritika egyik úttörője volt. Klasszikus műveltsége dacára a formák fellazítása cél volt számára, hítt a dolgok frissítésében, a megújulásban. Megnyilatkozásai újszerűek és bátrak voltak.
Életében semmi nem jelent meg tőle, a leveleit, céduláit aztán özvegye Chateaubriand-nak ajándékozta, aki 1838-ban, 14 évvel Joubert halála után kiadta hagyatékát.
„Az illúzió szerves része a valóságnak, oly szorosan hozzátartozik, mint az okozat az okhoz.”

## Magyarul
- Önmagáról és a bölcsességről; ford. Szávai Nándor; inː Ima az Akropoliszon. A francia esszé klasszikusai; vál., előszó, tan. Gyergyai Albert, jegy. Somló Vera, Szávai János; Európa, Bp., 1977
- Gondolatok; vál., ford. Réz Pál; Helikon, Bp., 1988